# Hanna Möllås
Hanna Sofia Priyanka Möllås, född 15 mars 1974 på Sri Lanka, är en svensk barnmorska, psykoterapeut och sexolog. Hon har författat en egen bok samt fungerat som medförfattare till ett antal andra böcker. Sedan 2020 leder hon Lustpodden. Möllås har en kristen bakgrund och föreläser ofta i kyrkliga sammanhang i ämnen rörande sexuell lust och sexualitetens betydelse.

## Biografi
Möllås är född i Sri Lanka och tidigt adopterad till Sverige. Hon växte upp i en frikyrklig miljö och hon har senare behållit sin kristna tro.
Hon har en bakgrund som sjuksköterska med psykiatrisk inriktning och har senare verkat som barnmorska. Mellan åren 2000 och 2010 arbetade hon på kvinnokliniken vid Jönköpings lasarett. Vid den tiden tvingades hon byta yrke på grund av problem med smärta och reumatism, och därefter har hon i första hand verkat som samtalsterapeut. Hon har läst psykoterapi vid S:t Lukas. 2016 blev hon utexaminerad som klinisk sexolog.
Möllås har i ett antal projekt samarbetat med Leif Carlsson, tidigare lektor vid Högskolan för lärande och kommunikation i Jönköping och pastor i Equmeniakyrkan. Detta inkluderar i böckerna Med hela ditt liv: sexualitet i Bibeln och kyrkan (2014) och Saul i terapi: ett misslyckat uppdrag (2024). Sedan 2020 driver de båda Lustpodden, en podd omkring lust, sexualitet och relationer som produceras på i snitt veckobasis. Möllås ser sexualiteten som av människans inneboende drivkrafter, men att samhällets normer spelar stor roll i hur den kommer till uttryck. Hon tycker också att lusten och njutningen riskerar att förloras i ett offentligt samtal om sexualitet som fokuserar på risker och problem.
Hanna Möllås verkar numera mestadels som terapeut med familjeinriktning och föreläser i ämnen som berör sexuell hälsa. 2018 kom hennes första egna bok – Hela mig: om konsten att adoptera sin kropp och sina känslor. Två år senare författade hon tre kapitel i boken Sexologi för psykologer och psykoterapeuter. Möllås har tidigare svarat på relationsfrågor i tidningen Dagen, där hon även bidrar med krönikor. Hon har även bloggat för Svenska barnmorskeförbundet.

### Privatliv
Hanna Möllås är bosatt i Huskvarna, där hon driver en privat praktik.

### Böcker
- Möllås, Hanna; Carlsson Leif, religionsforskare (2014). Med hela ditt liv: sexualitet i Bibeln och kyrkan. Örebro: Marcus. ISBN 9789179996123
- Möllås, Hanna (2018). Hela mig: om konsten att adoptera sin kropp och sina känslor. Örebro: Marcus förlag. ISBN 9789179996673
- Möllås, Hanna; Carlsson Leif religionsforskare (2024). Saul i terapi: ett misslyckat uppdrag (Första upplagan). Örebro: Marcus förlag. ISBN 9789179997465

### Bokkapitel (urval)
- tre kapitel i Sexologi för psykologer och psykoterapeuter (red. Lennie Lindberg), Studentlitteratur, Lund: 2020. ISBN 9789144128696